# 鳴海真希子
鳴海 真希子（なるみ まきこ、1969年1月14日 - 2002年4月30日）は、日本のメゾソプラノ・コントラルト歌手。ジュリアード音楽院に留学、世界的なキャリアを期待されていたが、2002年軟部肉腫のため、33歳で死亡した。

## 青森～岩手大学時代
1969年、青森市に生まれる。青森県立青森高等学校では吹奏楽部に所属しフルートを演奏した。1987年から岩手大学教育学部で学び、バッハの指揮者・声楽家としても著名な佐々木正利に師事、はじめて本格的な声楽のレッスンを受ける。また岩手大学合唱団の学生指揮者もつとめた。

## 東京芸術大学時代
1991年東京芸術大学音楽学部に入学、伊原直子に師事。学外で発声法を磯貝静江に師事。東京芸術大学ではバッハ研究会に所属。また学内オーディションに合格して『芸大メサイア』、芸大定期演奏会バッハ『ロ短調ミサ曲』、メンデルスゾーン『エリア』などの独唱を務める。
鳴海真希子の真の実力を真っ先に評価したのはアマチュア音楽家であった。メゾ、アルトといった地味なパートであるにもかかわらず、観客や共演の合唱団に感銘を与え、評判を呼び、数多くのアマチュア団体と共演した。また自らアマチュア合唱団の指揮もした。

## ジュリアード音楽院時代
1997年から東京芸術大学大学院の修士課程を休学して、ロータリー財団奨学生としてニューヨークのジュリアード音楽院でベバリー・ジョンソンに師事。さらにジュリアード オペラセンターで研修を積む。
鳴海の才能は、ニューヨークで花開く。渡米翌年、1998年夏のコロラド州アスペンのアスペン音楽祭ではヴェルディ『ファルスタッフ』のクィックリー夫人役でオペラデビューを果たす。また1999年夏のアスペン音楽祭では同音楽祭50周年記念委嘱作品、ベルナルド・ランズの歌劇『ベラドンナ』（Belladonna　世界初演）の主役を、またワーグナー『神々の黄昏』（演奏会形式）にフロースヒルデで出演した。1999年2月にはジュリアード・オペラ・センター主催によるブリテン『ルクレティアの凌辱』でタイトルロールを演じた。1999年5月ジュリアード声楽コンチェルト・コンクールで優勝し、1999年9月にマーラー『リュッケルト歌曲集』をジュリアード・オーケストラと共演。またメトロポリタン歌劇場主催の全米コンクール準決勝入賞、1999年リチア・アルバネーゼ（en:Licia_Albanese）プッチーニ財団国際声楽コンクール第2位に入賞した。
ここまで渡米2年での活躍としては出色であったが、翌2000年にもシンシナティ交響楽団のシンシナティ五月祭において、マーラーの交響曲第8番のアルト独唱をつとめる。また同年7月タングルウッド音楽祭では、アメリカの若手音楽家にとって最も重要な全米オーディションに合格、小澤征爾の指揮でヴェルディ『ファルスタッフ』のクィックリー夫人役に出演。ボストン・グローブ紙は「バリエーションに富んだ豊かな声」とその演奏を高く評価した。同年8月アスペン音楽祭でプッチーニ修道女アンジェリカ』のプリンチペッサ役に出演。さらに同年9月にはシュトゥットガルト歌劇場でモンテヴェルディ『ポッペアの戴冠』にアルナルタ役で出演した。2001年4月にはジュリアード・オペラ・センターでプーランク『カルメル会修道女の対話』のクロワシー役で出演した。
この時期の日本での活動は、1999年と2001年に東京でリサイタルを開催。2001年には東京フィルハーモニー交響楽団定期演奏会でストラヴィンスキー『夜鳴きうぐいす』の死神役、また東京J.S.バッハ合唱団などのアマチュア団体の公演にも出演。2000年の 第9回定期演奏会では、バッハのマタイ受難曲第39曲アリア「Erbarme dich, Mein Gott」（「主よ、我を憐れみ給え」）を披露した。
1999年3月には東京芸術大学大学院の修士課程を修了している。

## 発病から死亡まで
2001年8月、アスペン音楽祭でヴェルディ『オテロ』のエミリヤ役に出演中、足に激痛を感じ、公演終了後緊急入院。診断の結果は軟部肉腫であった。その後ニューヨークで先進的な治療を受ける。2001年12月、病を押してジュリアード・オーケストラとマーラーの交響曲第2番『復活』を共演。2002年1月マリリン・ホーンの公開レッスン、さらに3月22日ニューヨークのオリンホールでブラームス『アルトのための2つの歌』op.91（「満たされた憧れ」、「聖なる子守歌」）を歌い帰国。2002年4月30日、神奈川県相模原市北里大学病院で死去。享年33。
2002年10月には、世界的な中国人の作曲家・譚盾（タン・ドゥン）のオペラ「TEA」の世界初演に出演することが決まっていた。

## メモリアル
早すぎる死は、特にアメリカで大きな反響を呼んだ。ジュリアードでの追悼式の他、2002年夏のアスペン音楽祭の公式プログラムには、鳴海への追悼文が掲載された。2006年5月、ジュリアードで鳴海を記念する『鳴海真希子賞』が制定された。

## リンク
- ジュリアードの風景（鳴海真希子の留学日記、公演記録）
- CD＆リアルオーディオ配信
- ジュリアード音楽院の追悼記事（英語）
- ジュリアード音楽院の追悼文＆ライブ音声ファイル（英語）